# Observations sur les Plantes des Environs d'Angers
Observations sur les Plantes des Environs d'Angers, abreviado como Observ. Pl. Angers, é um livro com ilustrações e descrições botânicas escrito por Nicaise Augustin Desvaux e publicado no ano de 1818.